# Teobald de Bar
Teobald de Bar (en francès Thiébaut de Bar o Thibaut de Bar, en neerlandès Theobald van Bar o Dietbout van Bar) (nascut ± 1260 (?) - mort a Roma el 25 de maig de 1312 fou canceller apostòlic del papa Bonifaci VIII de 1294 a 1303 i príncep-bisbe del principat de Lieja de 1303 a 1312.
Era el quarter fill de Teobald II, comte de Bar I de Joana de Toucy. Ja va ser candidat per a succeir a Bouchard d'Avesnes com a bisbe de Metz però no va obtindre el càrrec.
A la mort del príncep-bisbe Adolf II de Waldeck, hi havia tres candidats. El capítol va elegir Guillem d'Arras que va refusar el càrrec en invocar no ésser noble. Guillem va designar Teobald com més idoni i el capítol va elegir-lo. El 13 de maig de 1303 el papa Bonifaci VIII va confirmar-lo. A aquest moment es trobava a Roma i no va poder partir immediatament, com que d'antuvi havia de pagar els seus deutes.
Al 8 de setembre de 1304 va signar un tractat d'aliança amb Felip IV de França. El seu germà, Joan de Toucy va assetjar la ciutat de Maastricht, ocupat per l'exèrcit brabançó.
Va començar el seu regne poc després de la "revolució" dels oficis "petits" de Lieja que van oposar-se contra la fermeté, un taxa al consum i que volien una representació, almenys de la meitat de les seus als estats, fins aleshores reservats a l'aristocracia. Els canonges de Sant Lambert van voler un equilibri entre els "grans" i els "petits" qui volien així mantenir el seu poder faç a la burgesia.
Al 20 d'agost de 1307 es va signar la pau de Seraing (o pau de Vottem) que va atorgar la meitat de les 24 seus comunals als petits. El 1308, Teobald va voler apaivagar la situació en voler "refourmer en bien l'estat de sa cité entre les grans et les menuz mestiers" (traducció: reformar en bé l'estat de la ciutat entre els oficis grans i petits). Aquest decret va tenir el paper de carta constitucional de la ciutat de Lieja fins al 1384. Va esdevenir un conseller important del seu nebot Enric VII que Teobald va acompanyar al seu viatge d'investidura cap a Roma el 1312. El rei Robert I de Nàpols que neguitejava l'autoritat creixent de l'emperador nou va atacar-les amb el seu exèrcit als afores de Roma al 25 de maig. Van ferir-lo mortalment al combat i va morir poc després.
Teobald tenia prou autoritat moral per a mantenir l'orde a la seva capital, però poc després de la seva mort el 1312, la lluita de poder entre els grans, els petits i el capítol va tornar a esclatar el que a la fi va conduir al mal de Sant-Martí, a la nit del 3 al 4 d'agost de 1312.